# Buran
Buran (ryska: Буран) eller "snöstorm" var en sovjetisk rymdfärja. Projektet påbörjades 1976 och avslutades 30 juni 1993. Buran togs aldrig i bruk för bemannade rymdfärder och när projektet lades ned hade det kostat totalt 20 miljarder rubel.

## Flygningar och planerade flygningar
Den enda flygningen med Buran genomfördes obemannad och skedde 15 november 1988. Rymdfärjan flög två varv runt jorden och genomförde sedan ett återinträde i jordens atmosfär och landade automatiskt med stor precision. En ytterligare flygning planerades och försenades till slutet av 1991 men genomfördes aldrig. Enligt uppgift av doktor Oleg Jakovlev från Sovjetunionens Vetenskapsakademi under en utställning i Stockholm sommaren 1991 var den första planerade bemannade uppskjutningen satt till andra halvan av 1992 om flygningen i slutet på 1991 lyckades. Men när Augustikuppen i Moskva genomfördes mot Gorbatjov ledde det till akut ekonomisk kris för den sovjetiska vetenskapsakademin och dess rymdforskning. Del av Buran-programmet var flygplanet An-225 som skulle flytta rymdfärjan. Efter Sovjetunionens upplösning tillhörde flygplanet Ukraina.

## Rymdfärjorna
Utvecklingen påbörjades runt 1980. Totalt var det planerat med sex rymdfärjor av Buran-typ av vilken minst en byggdes färdig. En annan var nästan färdig när programmet sanerades på budgetmedel och sedan helt avslutades för att skrotas.

## Jämförelse med amerikanska rymdfärjor
Även om den ryska rymdfärjan har vissa likheter i utformning med den amerikanska rymdfärjan Space Shuttle finns det många avsevärda skillnader. Vid uppskjutning lyfts den ryska rymdfärjan upp av en bärraket med extra stödraketer vilka samtliga använder flytande bränsle som drivmedel. Stödraketerna (boosterraketerna) till den amerikanska rymdfärjan drivs av fastbränsle. Den stora tanken är inte endast en bränslebehållare utan även en motor. Vid bemannade rymdfärder skulle en sådan farkost kunna göra hela besättningen till passagerare då den kan flygas helt obemannad.

## Burans förfall
Den 12 maj 2002 kollapsade taket på den hangar där Buran stod uppställd. I hangaren fanns även en fullskalig modell av den Energia-raket som Buran red på till omloppsbana 1988. Denna förstördes. I takraset omkom åtta personer. I dag står Buran uppställd utomhus vid Kosmodromen i Bajkonur, helt oskyddad och förfaller.